# برديات أدلر
برديات أدلر مجموعة من أوراق البردي التي جمعها اللورد إلكان ناثان أدلر خلال زيارته لمصر. وتنتمي الغالبية العظمى من تلك البرديات إلى أرشيف هوروس بن نيخوتس الذي ورد أنه حصل عليها عام 1924، ولكن تشمل المجموعة أيضًا وثائق من أرشيف باناس بن إسبيمتيس وعددًا قليلاً من الأشياء الأخرى. وقد تم نشر 51 من البرديات في مجلد بعنوان «برديات أدلر» (The Adler Papyri). والبرديات التي نُشرت هي الآن مجموعة برديات كارلسبرغ في جامعة كوبنهاغن.

## قائمة المصادر
- Elkan Nathan Adler, John Gavin Tait, Fritz M. Heichelheim, Francis Llewellyn Griffith (1939). The Adler Papyri. London: Oxford University Press.{{استشهاد بكتاب}}:  صيانة الاستشهاد: أسماء متعددة: قائمة المؤلفين (link)

## وصلات خارجية
- The Papyrus Carlsberg Collection